# 沃德芒日
沃德芒日（法語：Vaudemange，法語發音：[vodmɑ̃ʒ]）是法国马恩省的一个市镇，属于香槟沙隆区。

## 地理
沃德芒日（49°5'31"N, 4°13'29"E）面积13.12 平方千米，位于法国大東部大區马恩省，该省份为法国东北部内陆省份，北起阿登省，西北接埃纳省，西南接塞纳-马恩省，南至奥布省，东南接上马恩省，东临默兹省。
与沃德芒日接壤的市镇（或旧市镇、城区）包括：艾尼、昂博奈、大比利、莱格朗德洛日、伊斯、利夫里-卢韦尔西、特雷帕伊。

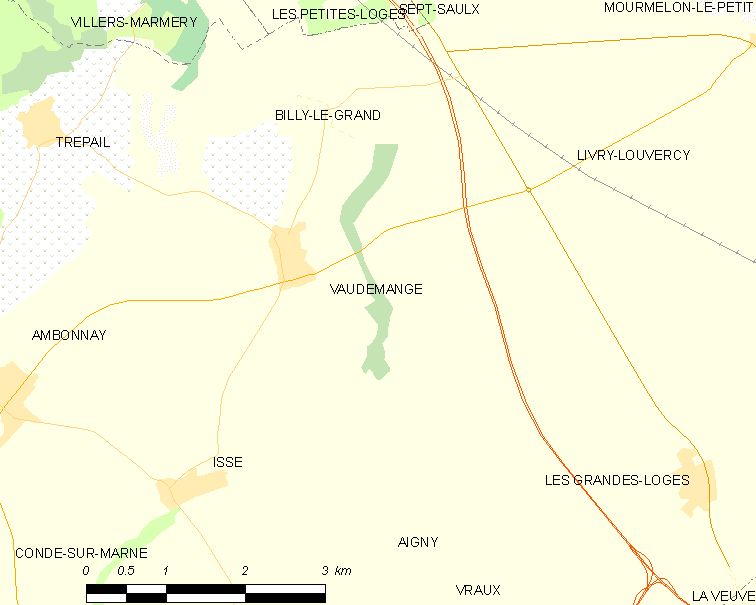
沃德芒日的OSM定位图

沃德芒日的时区为UTC+01:00、UTC+02:00（夏令时）。

## 行政
沃德芒日的邮政编码为51380，INSEE市镇编码为51599。

## 政治
沃德芒日所属的省级选区为穆尔默隆-韦勒-香槟山县。

## 人口

1962-2008年间沃德芒日人口变化图示

沃德芒日于2022年1月1日时的人口数量为340人。